# Parque Lenin
El parque Lenin es un gran parque natural situado al sur de La Habana, Cuba con 472 hectárea El parque, proyectado por el destacado arquitecto cubano Antonio Quintana Simonetti, fue inaugurado el 22 de abril. Actualmente se encuentra en estado ruinoso y de total abandono, totalmente vandalizado y cerrado al público, 
- Topónimos de Lenin